# F-3 (潜水艦)
|          |                       |
| 艦歴     |                       |
| 発注     |                       |
| 起工     |                       |
| 進水     | 1912年1月6日          |
| 就役     | 1912年8月5日          |
| 退役     | 1922年3月15日         |
| その後   | 1922年8月17日に売却   |
| 除籍     |                       |
| 性能諸元 |                       |
| 排水量   | 330トン               |
| 全長     | 142 ft 7 in           |
| 全幅     | 15 ft 5 in            |
| 吃水     | 12 ft 2 in            |
| 機関     |                       |
| 最大速   | 14ノット              |
| 乗員     | 士官、兵員22名        |
| 兵装     | 18インチ魚雷発射管4門 |

F-3 (USS F-3, SS-22) は、アメリカ海軍の潜水艦。F級潜水艦の3番艦。

## 艦歴
当初の艦名はピカーレル (Pickerel) として、ワシントン州シアトルのモーガン・ブラザース社で起工した。1911年11月17日に F-3 と改名、1912年1月6日にM・F・バッカス夫人によって進水し、1912年8月5日にK・ヘロン少尉の指揮下就役した。
F-3 はピュージェット・サウンド海域で海上公試を完了し、1912年10月15日にカリフォルニア州サンフランシスコに到着、太平洋水雷小艦隊、第1潜水艦部隊に合流した。小艦隊はカリフォルニア州沿岸で活動し、演習および潜水艦戦の技術開発を行い、1914年8月から1915年11月にかけてハワイ諸島において同様の活動を行った。1916年3月15日にメア・アイランドで限定就役状態に置かれ、1917年6月13日に通常状態に復帰した。
新任の乗員を訓練した後、F-3 はカリフォルニア州サンペドロを拠点とする太平洋艦隊沿岸水雷部隊に配属された。水上および水中での通常作戦活動に従事し、潜水艦学校の生徒に訓練を行う。1917年12月17日、航行中に F-1 (USS F-1, SS-20) と衝突事故を起こし、F-1 は左舷が機関室まで裂け、10秒ほどで沈んだ。F-3 は活動中の僚艦と共に F-1 の乗員を救助したが、19名が死亡した。F-3 は艦首のキャップに亀裂が入り、メア・アイランド海軍造船所で修理を受けた。その後民間の映画会社と協力して水中写真の撮影実験を行う。1919年から1921年まで F-3 は訓練艦としてサンペドロを拠点として活動した。
1922年3月15日に F-3 は退役し、1922年8月17日に売却された。